# داميان لاهاي
داميان لاهاي هو لاعب كرة قدم بلجيكي في مركز حراسة المرمى، ولد في 30 يناير 1984 في Chimay ‏ في بلجيكا. لعب مع نادي رويال شارلروا ونادي كورتريك ونادي مونز.

## وصلات خارجية
- داميان لاهاي على موقع قاعدة بيانات كرة القدم.إي يو (الإنجليزية)